# Annemieke Buijs
Annemieke Buijs (Amersfoort, 31 mei 1964) is een Nederlandse oud-taekwondoka.

## Resultaten
- Europees kampioen taekwondo 70 kg dames (1986, 1988).
- Twaalfvoudig Nederlands kampioen taekwondo.
- Meervoudig Belgisch, Duits, Turks, Oostenrijks, Deens kampioen taekwondo.
- Vicewereldkampioen taekwondo 65 kg dames (1989).
- Derde plaats wereldkampioenschap taekwondo 65 kg dames (1987).